# 嗢鹿州都督府
嗢鹿州都督府，唐羁縻都督府。显庆四年（659年）破西突厥后，在突骑施索葛莫贺部内置。在今新疆维吾尔自治区伊宁市西伊犁河附近。约公元8世纪前期废。